# No Plan
No Plan est un EP de David Bowie sorti le 8 janvier 2017, le jour du soixante-dixième anniversaire du chanteur, mort l'année précédente. Il comprend quatre titres enregistrés en même temps que l'album Blackstar, en 2015, et repris dans la bande originale de la comédie musicale Lazarus.

## Titres
Toutes les chansons sont de David Bowie.
1. Lazarus – 6:24
2. No Plan – 3:40
3. Killing a Little Time – 3:46
4. When I Met You – 4:09

## Classements hebdomadaires
| Classement (2017)                       | Meilleure place |
| --------------------------------------- | --------------- |
| Belgique (Wallonie Ultratop 50 Singles) | —               |
| Belgique (Flandre Ultratop 50 Singles)  | —               |
| Espagne (PROMUSICAE)                    | 35              |
| France (SNEP)                           | 26              |
| Mexique (Mexico Ingles Airplay (en))    | 24              |
| Portugal (AFP)                          | 28              |